# Eutima mucosa
Eutima mucosa is een hydroïdpoliep uit de familie Eirenidae. De poliep komt uit het geslacht Eutima. Eutima mucosa werd in 1984 voor het eerst wetenschappelijk beschreven door Bouillon. 